# ویم فان هوفل
ویم فان هوفل (انگلیسی: Wim Van Huffel؛ زادهٔ ۲۸ مهٔ ۱۹۷۹) دوچرخه‌سوار اهل بلژیک است.